# Caféiculture au Laos

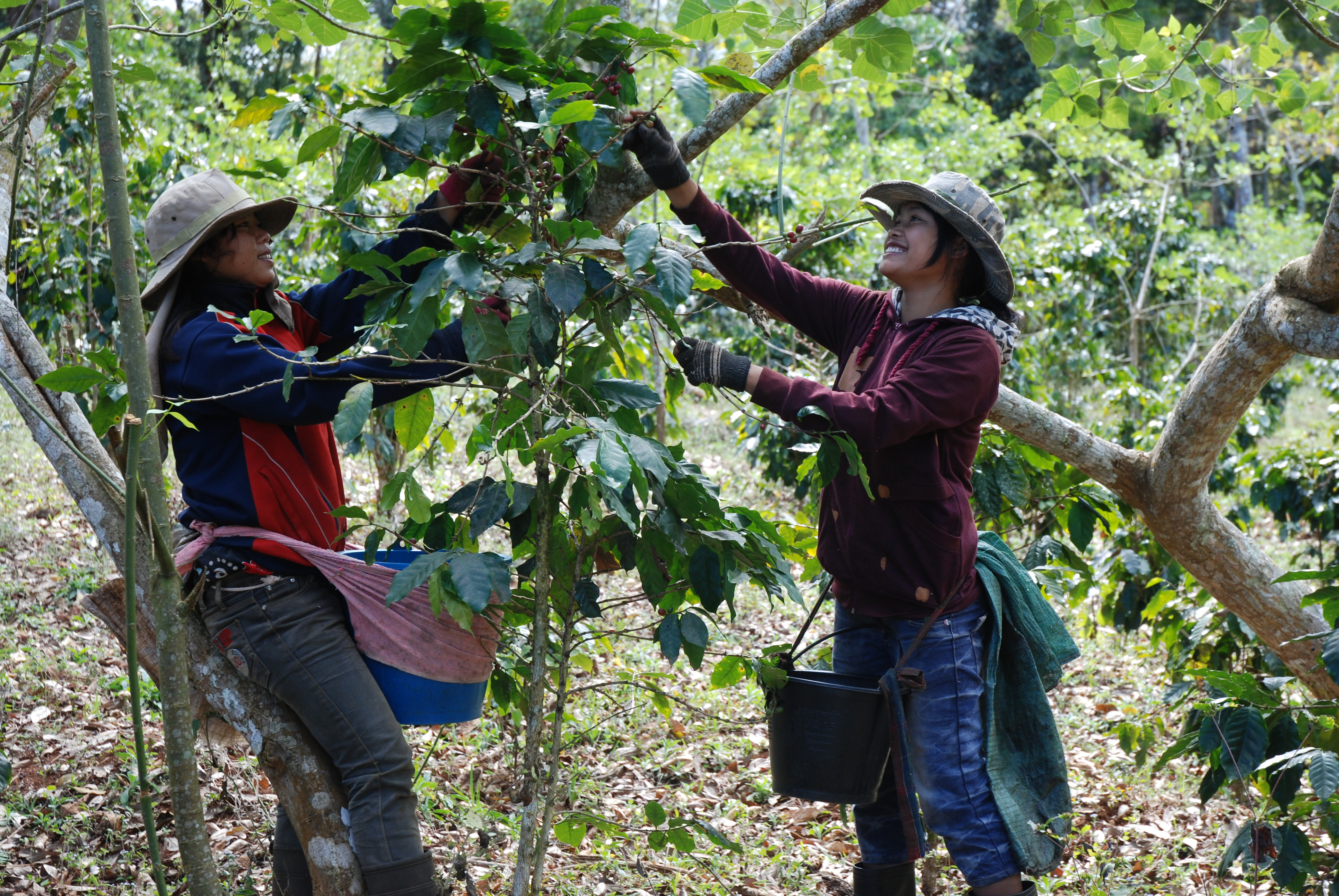
Récolte de café au Laos

Le Laos produit principalement deux types de café : le Robusta et l'Arabica. Le Robusta est principalement utilisé pour le café ordinaire ainsi que pour une boisson au café typique du Laos où il est adouci avec du lait concentré. L'Arabica, est de meilleure qualité en raison de son goût doux, et il est utilisé pour l'espresso.

## Le café laotien
Les grains Arabica produits au Laos « sont connus pour leur corps moyen et une combinaison de doux tons d'agrumes et de fleurs ». Le Laos produit du café Robusta à haute altitude (1 300 mètres d'altitude) contrairement à d'autres pays. 95 % de son café est récolté sur le plateau des Bolovens. Le café est le cinquième produit d'exportation du Laos. Ce pays produit environ 20 000 tonnes de café, dont 5 000 tonnes sont de l'Arabica et 15 000 sont du Robusta. Le plateau des Bolovens, où le café a été planté pour la première fois au Laos à l'époque coloniale française, est la principale région de production du Laos. Plusieurs espèces ont été plantées, notamment Arabica, Robusta et Liberica.
L'industrie du café s'avère vitale pour l'économie du Laos et son niveau de vie. La plupart des agriculteurs au Laos gagneraient un revenu nettement inférieur s'ils produisaient des cultures communes telles que le soja, le riz, le maïs, etc. Cependant, la production de café leur permet de gagner un salaire suffisant pour envoyer leurs enfants à l'école.
Le nombre important d'agriculteurs au Laos, les ressources en terres et le climat propice font qu'il est possible de produire du café Arabica en grandes quantités.

## Histoire de la production de café au Laos
Les premiers plants de café ont été introduits au Laos par des colons français vers 1915. Après plusieurs essais infructueux de récolte du café dans le nord, les Français ont réalisé que le sud du Laos était idéal pour les plantations. Il y a des millions d'années, il y a eu une éruption volcanique dans le sud, rendant les sols du sud riches en minéraux, idéal pour la production de café. Le sud est également l'endroit où se trouve le plateau des Bolovens, qui reste la principale région de production du Laos.
Le plateau des Bolovens est situé dans la zone connue sous le nom de Paksong, où la végétation reste verte toute l'année. Le sol riche et la haute altitude de 800 à 1 350 mètres, le climat frais sont les raisons pour une production de café idéale.
Au cours des vingt dernières années, le gouvernement du Laos a travaillé avec les récolteurs de café pour planter plus de plants d'Arabica, car il rapporte un prix plus élevé, augmentant ainsi les revenus des agriculteurs. Il existe 20 000 communautés productrices de café dans 250 villages au Laos et bon nombre de ces familles dépendent de la culture du café pour vivre.